# Tesmoteteo
El Tesmoteteo (en griego antiguo: Θεσμοθετεῖον) era un antiguo edificio utilizado por los tesmótetas en Atenas, Grecia. Estaba situado en los alrededores del Ágora  de la ciudad, en la zona del actual barrio de Plaka
Se construyó en la época arcaica, no más tarde del 500 a. C. Lo utilizaban los seis arcontes menores que no disponían de edificio propio, mientras que los arcontes epónimos utilizaban el Pritaneo, los arcontes basileos el Bucoleion y los arcontes medios el Epiliqueo, todos los cuales se cree que estaban situados cerca del Tesmoteteo. El edificio también pudo haber sido utilizado por otros magistrados. Durante el gobierno de Solón, parece ser que todos los arcontes se reunían en el Tesmoteteo. Probablemente, el edificio se utilizaba al menos para las cenas comunales.
Según una propuesta, en la época clásica, cuando muchas de las funciones del Ágora arcaica fueron transferidas al nuevo Ágora, el Tesmoteteo formaba parte de la Estoa sur I.